# Maqueto

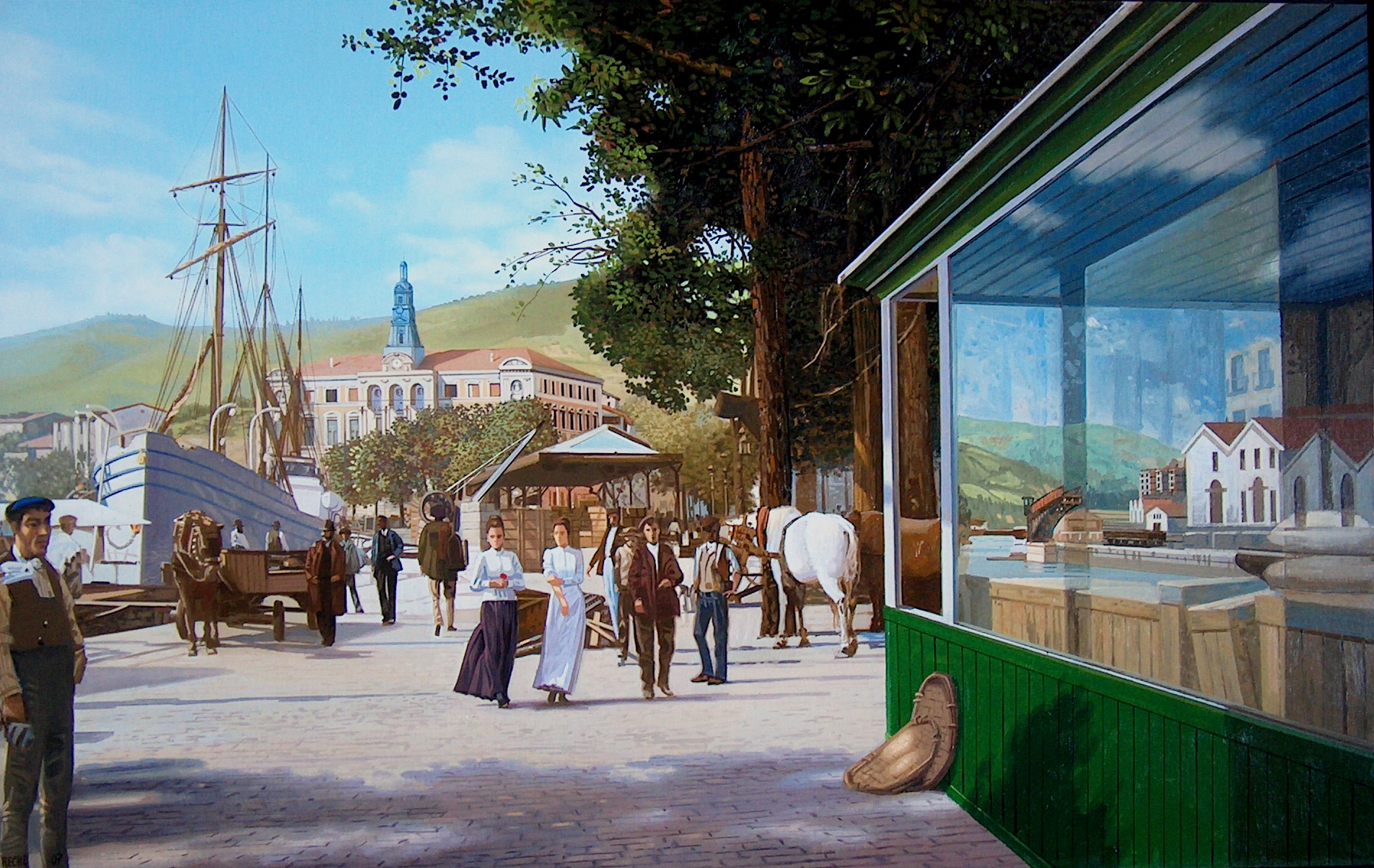
Cuadro hiperrealista de Agustín Reche que reproduce una escena cotidiana de Bilbao en 1902, en la que aparecen los muelles con el ayuntamiento al fondo.

Maqueto (del euskera makito o maketo, «tonto», «majadero») es el nombre despectivo que recibieron las personas que emigraron desde otras regiones de España al País Vasco a partir del último tercio del siglo XIX, especialmente si no conocían la lengua vasca, como consecuencia del intenso proceso de industrialización que experimentaron estos territorios. A partir de la posguerra y debido a migración masiva que se dio del campo a la ciudad durante los años 40, 50 y 60, el término se volvió a popularizar en Bilbao para denominar de forma despectiva a los inmigrantes que vivían en los barrios de chabolas de la ciudad.
El término tenía un sentido peyorativo, que fue extendido por Sabino Arana, fundador del nacionalismo vasco, a todos los españoles —España era «Maquetania»— a quienes consideraba los responsables de la «degeneración» de Vizcaya y de «Euzkadi» —un neologismo inventado por él—.

## Vizcaya en el último tercio delsigloXIX

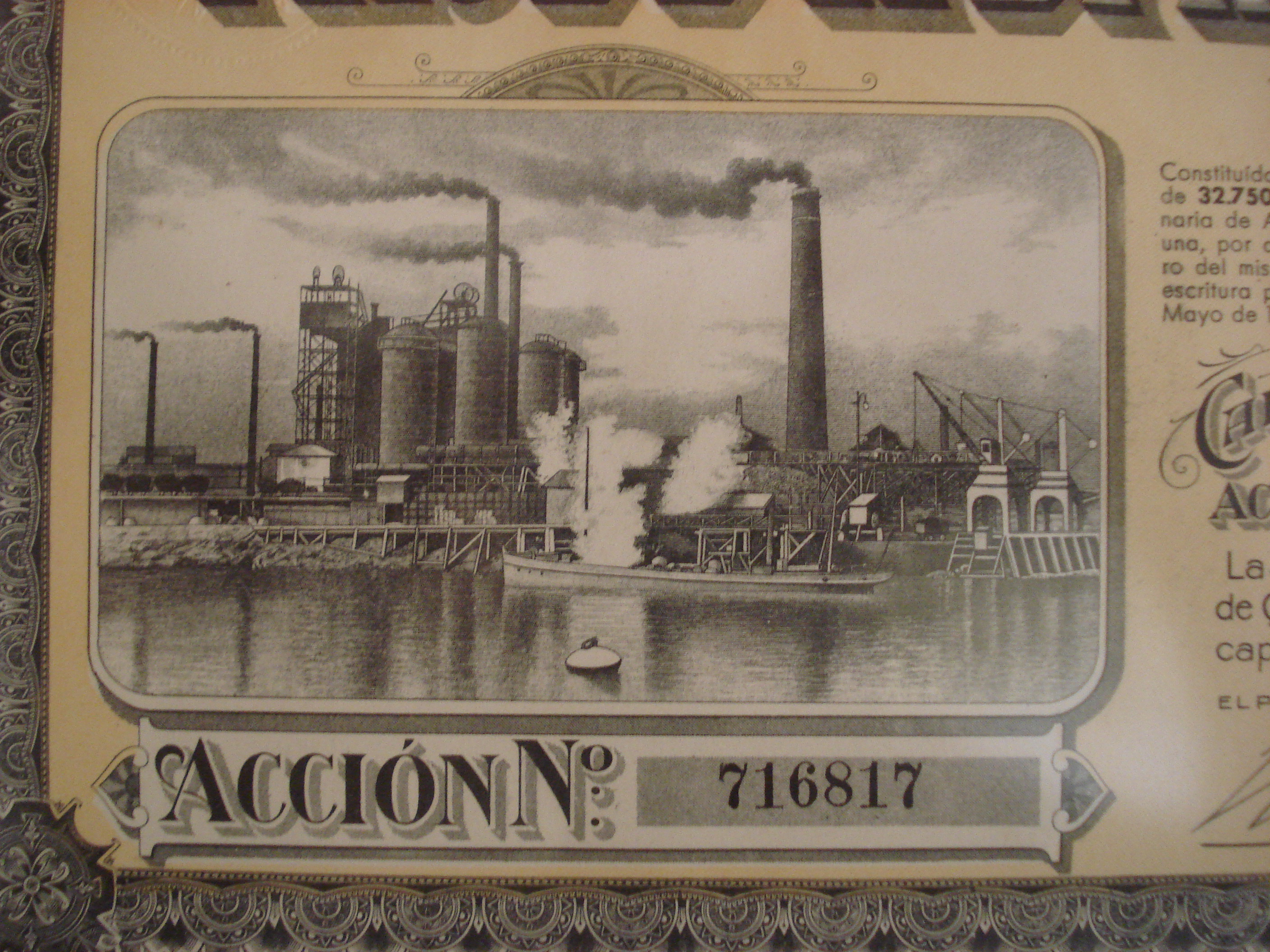
Grabado de los Altos Hornos de Vizcaya, junto a la ría de Bilbao, reproducido en una acción de la compañía.

En el último tercio del siglo XIX, Vizcaya experimentó un rápido proceso de industrialización basado en la minería del hierro y en la siderurgia. Una de sus consecuencias fue la llegada de miles de emigrantes procedentes de otras provincias. En el censo de 1877 ya se aprecia el peso de la población emigrada que supone el 19,5% del total —en cambio, en Guipúzcoa solo representaba el 9 %—, pero este porcentaje era muy superior en el área minera y urbana de Bilbao, mientras que se mantenía bajo en las zonas rurales —este contraste se puede apreciar en el porcentaje que presentaban localidades como Guernica, el 5,8%, frente al 38% de Bilbao, el 36% de Baracaldo, el 41% de Santurce o el 65% de San Salvador del Valle—. La emigración es la que explica el gran crecimiento demográfico de Vizcaya en esos años, cuya población pasó de 195.864 habitantes en 1877 a 311.361 en 1900 —Bilbao de 50.000 a 90.000—, alcanzando una densidad de población de 141 habitantes por kilómetro cuadrado, que era similar a la de otras zonas industriales europeas.
La inmensa mayoría de la mano de obra empleada en las minas y en las fábricas era foránea, en tanto que los vizcaínos ocupaban los puestos de capataces y otros cargos intermedios, además de que eran también vizcaínos los dueños de las mismas. Así lo explicaba un informe elaborado por el Instituto de Reformas Sociales en 1904 sobre los trabajadores de las minas:

Los obreros vizcaínos están en exigua minoría, hasta el punto de que bien puede afirmarse, sin temor a incurrir en equivocación, que más del 70 por 100 de los operarios que trabajan en las minas proceden en su mayor parte de las provincias de La Coruña, Lugo, Orense, Pontevedra, León, Soria, Oviedo, Palencia, Zamora, Salamanca y Burgos. Siendo las seis primeras las que proporcionan el mayor contingente. El obrero vizcaíno rara vez es peón; se le halla generalmente, desempeñando los cargos de capataz o de listero, mientras que los gallegos, asturianos, leoneses y castellanos, por excepción realizan otra labor que la de operario…

En el mismo informe se distinguía entre los obreros, foráneos o no, con residencia estable, y los ambulantes, casi siempre por un período inferior a tres años, y que vivían en unas condiciones penosas sometidos a los capataces. En este contexto nacieron las primeras organizaciones obreras hasta entonces inexistentes en Vizcaya —y en el País Vasco—. Fueron obra de los socialistas encabezados por un hombre llegado de fuera Facundo Perezagua —un individuo «magro, enjuto, indómito, posible descendiente de judíos toledanos (por su aspecto físico)..., actúa de fermento revolucionario en el paraíso cristiano de las minas vizcaínas», escribe el socialista Julián Zugazagoitia, que en 1886 constituyó la primera agrupación socialista en Bilbao, cuyos miembros también eran emigrantes, y a la que siguieron las de Ortuella (1887), La Arboleda (1888), Sestao (1888), Las Carreras (1890), San Salvador del Valle (1891), Gallarta, Begoña, Erandio (1896).
La irrupción del movimiento socialista en la sociedad vizcaína tuvo lugar en mayo de 1890 con la huelga general minera, en la que los obreros recurrieron a la violencia para extenderla y que acabó con la victoria de los mismos al conseguir disminuir la jornada de trabajo. Los conflictos laborales graves y las huelgas eran un fenómeno prácticamente desconocido en Vizcaya —y en el País Vasco—, que hasta entonces había vivido en una especie de «dulce arcadia», en palabras del socialista Zugazagoitia. Como ha señalado Ricardo Miralles, al término de la huelga «adquirieron carta de naturaleza, ante los atónitos y desconcertados ojos de la opinión ciudadana y de los medios oficiales, varios fenómenos encadenados: la cuestión social, como la llamó la prensa burguesa de la época; la hegemonía del socialismo organizado, al que los patronos mineros negaron sistemáticamente su representatividad, y, sobre todo, la práctica de un tipo de presión obrera para obtener el éxito en sus reivindicaciones que rompió bruscamente la estabilidad social tradicional. Desde aquel momento, la historia de Vizcaya dio un giro que la situó en el ámbito del conflicto social contemporáneo por excelencia, el conflicto obrero».

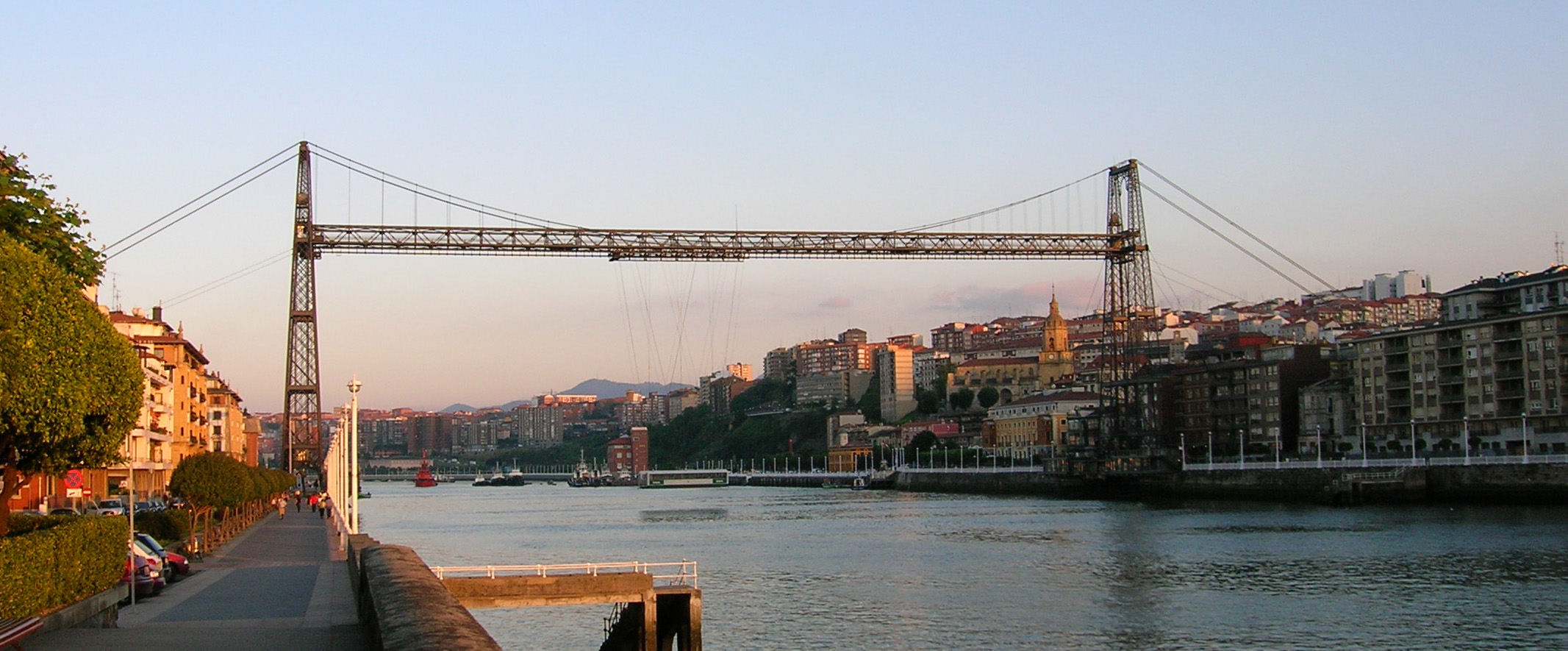
Puente transbordador sobre el Nervión conocido con el nombre de Puente de Vizcaya construido entre 1888 y 1893.

## Uso y origen de la palabra

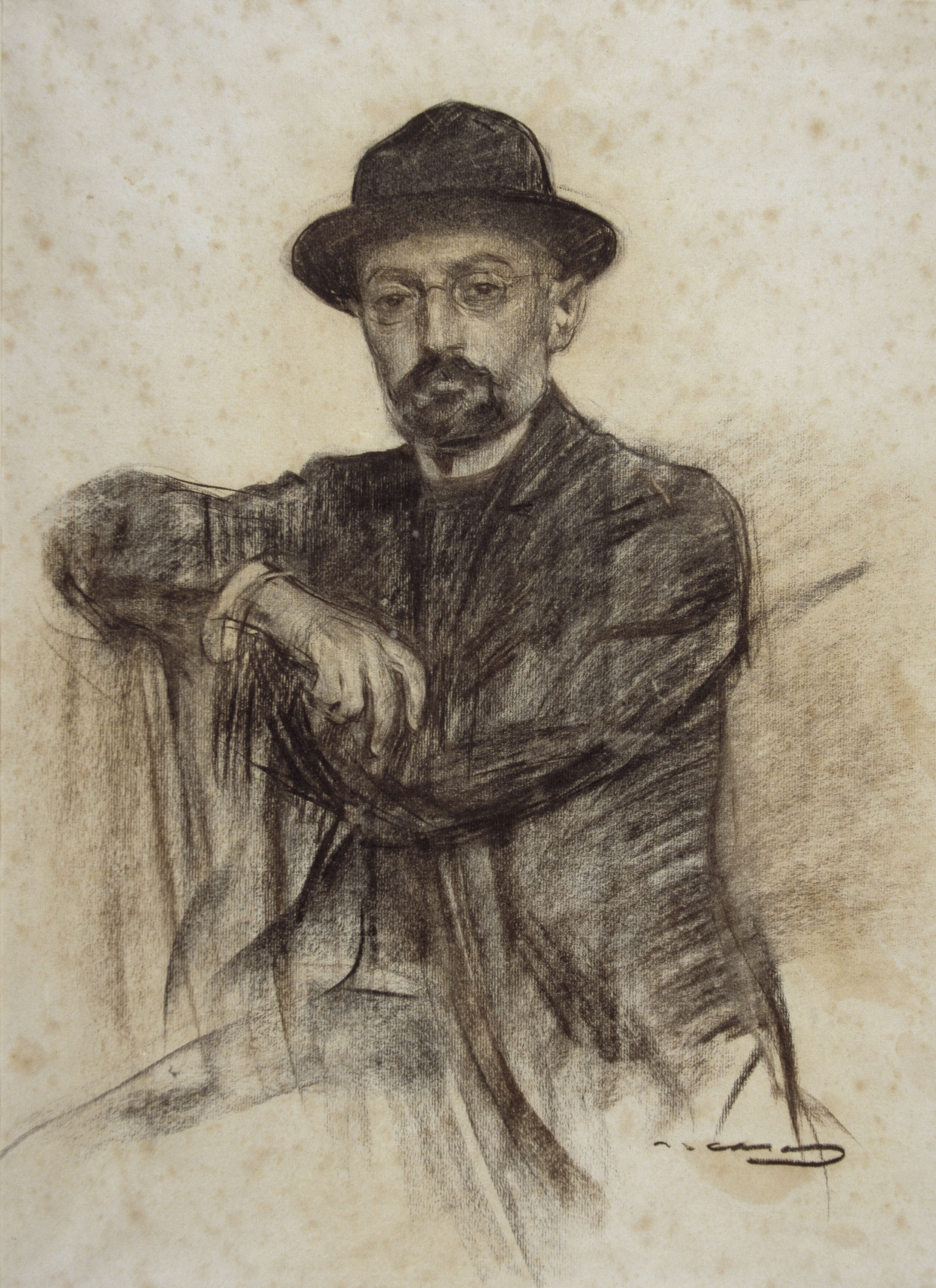
Retrato de Miguel de Unamuno por Ramón Casas.
El bilbaíno Miguel de Unamuno denunció el desprecio hacia los emigrantes maquetos por parte de la sociedad vasca.

Para designar a los obreros que venían de fuera, los capataces de las minas utilizaron denominaciones despectivas como «nuestros chinos», y las más claramente racistas de «belarri-motxas» («orejas cortas», por referencia a los no vascos) o de azur baltzak («negros o liberales en los huesos», expresión que procede del carlismo). La más usada, sin embargo, fue la de «maquetos», que también era empleada por los patronos y por otros grupos sociales y políticos, tal como lo denunciaron los socialistas, entre los que destacó el joven Miguel de Unamuno que escribió varios artículos sobre el tema en el periódico socialista La Lucha de Clases, y más tarde, en el diario liberal El Heraldo de Madrid. En uno de esos artículos Unamuno decía:

El nombre maqueto, de origen castellano, procede de la región minera, donde se le aplicaban en un principio, en sentido de advenedizos o intrusos, los naturales de la comarca aquella, y con ellos los obreros del país a los pobres braceros que acudían de toda España a ganarse el jornal con su trabajo, enriqueciendo a los dueños de las minas, vizcaínos en su mayoría. De ahí se ha extendido a toda Vizcaya. […] Culpan a la llamada invasión de males que lleva consigo el proceso mismo económico. Es la cantinela de siempre, basada en profunda ignorancia del dinamismo social…

Ainhoa Arozamena recoge la idea de que el apelativo maqueto proviene de la zona minera vizcaína y cita a Sabino Arana para corroborarlo, quien escribió que su uso inicialmente estaba restringido a la zona «desde Galdácano hasta Portugalete y desde Munguía hasta Valmaseda». Así, según Arozamena, «maqueto» derivaría de la palabra o voz vizcaína makutua, que significa envoltorio, ya que los mineros naturales del País Vasco llamaban makutuak a los venidos de fuera, «queriendo significar con la citada palabra «los del envoltorio», o los de la casa a cuestas». Esta misma interpretación es la que hace Juan José Solozábal, que dice que el «vocablo, con intención despectiva, se aplicaba a los obreros inmigrantes que llegaban de otras provincias para trabajar en las minas con su pobre hatillo, o maco, a la espalda"».
Sin embargo, también se ha señalado que la palabra «maqueto» podría derivar de la voz «regional del noroeste de origen desconocido, probablemente prerromano» magüeto, como aparece en el Diccionario crítico etimológico de la lengua castellana, o del meteco ('extranjero') de la antigua Atenas.

## El «antimaquetismo» de Sabino Arana

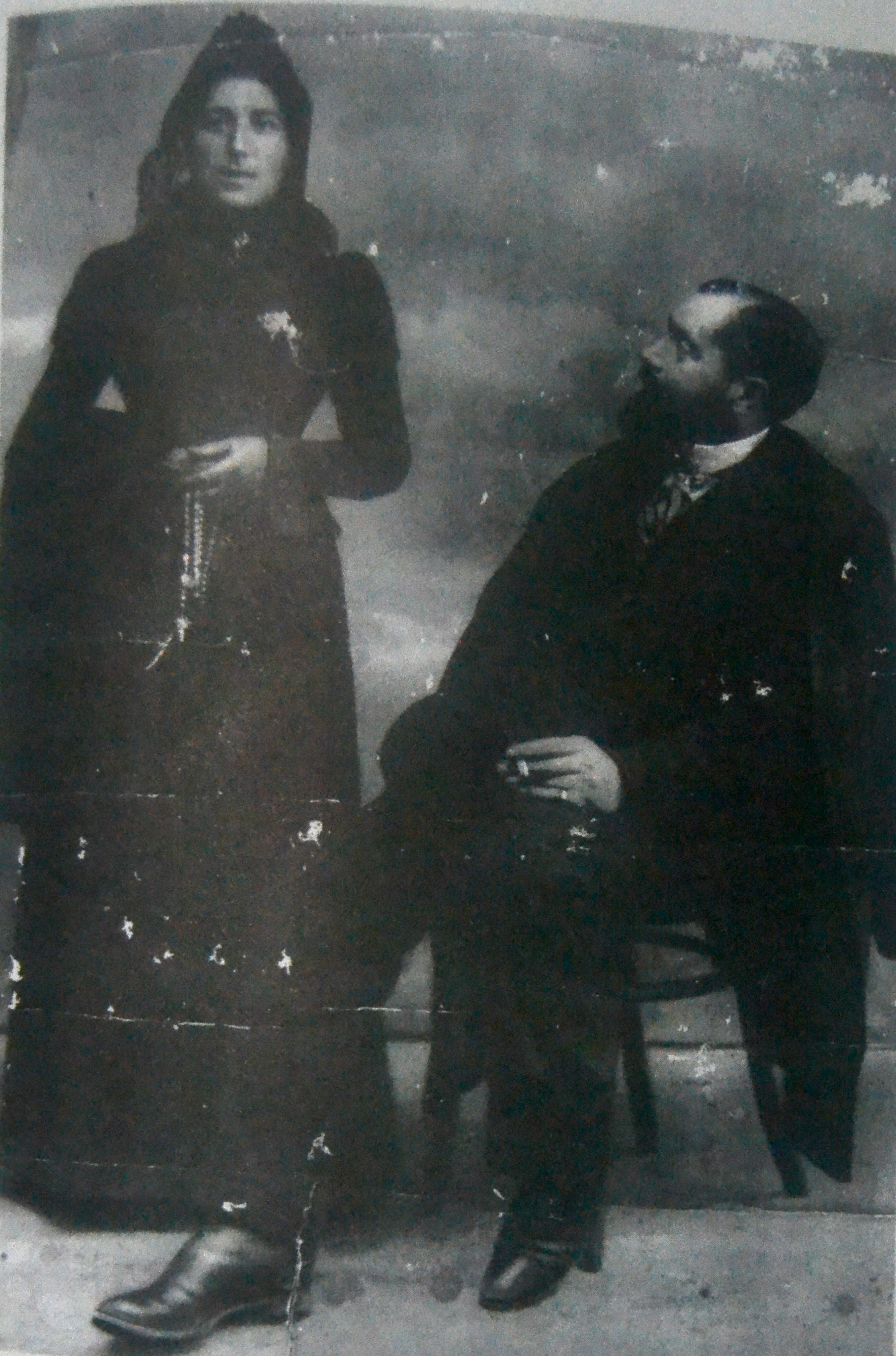
Sabino Arana y su esposa Nicolasa Achicallende, una joven «de costumbres puras» y «piadosa y casta» con quien se casó en 1900, después de asegurarse de que su primer apellido era vasco. «Todos los vascos descendemos de aldeanos, de caseríos» por lo que «mi casamiento sería ejemplo en vez de mengua», escribió Arana, haciendo frente a las críticas que había recibido de sus correligionarios de Bilbao por haberse casado con una aldeana. De viaje de novios fueron a Lourdes, para ponerse a los pies de la Virgen.

El padre del nacionalismo vasco Sabino Arana identificó el «ser» de la «nación vasca» —entendida ésta de forma esencialista, y por tanto, independiente de la voluntad de sus habitantes— con la religión católica y la raza vasca —la lengua, el euskera, aparecía en segundo término, de ahí que escribiera en el opúsculo Errores catalanistas (1894): «si nos dieran a elegir entre una Vizcaya poblada de maquetos que sólo hablasen el euskera y una Vizcaya poblada de vizcaínos que sólo hablasen el castellano, escogeríamos sin dubitar esta segunda porque es preferible la sustancia vizcaína con accidentes exóticos que pueden eliminarse y sustituirse por los naturales, a una sustancia exótica con propiedades vizcaínas que nunca podrían cambiarla»—.
Según Arana los vizcaínos —como el resto de los vascos, definidos todos ellos racialmente, no lingüística ni culturalmente— habían ido «degenerando» en un dilatado proceso que culminaba en el siglo XIX con la subordinación de los Fueros a la Constitución española —«el año 39 cayó Vizcaya definitivamente bajo el poder de España. Nuestra patria Vizcaya, de nación independiente que era, con poder y derecho propios, pasó a ser en esa fecha una provincia española, una parte de la nación más degradada y abyecta de Europa», escribió Arana en 1894— y con la «invasión» de los inmigrantes españoles —los maquetos— que habían traído con ellos las ideas modernas antirreligiosas, como «la impiedad, todo género de inmoralidad, la blasfemia, el crimen, el libre pensamiento, la incredulidad, el socialismo, el anarquismo...»—, además de haber provocado el retroceso de la lengua vasca. En un artículo significativamente titulado «Nuestros moros» afirmó: «El maqueto: ¡he ahí al enemigo!». Posteriormente, el 30 de junio de 1876, Cánovas de Castillo (que, asimismo, era racista) promulga la constitución española de 1876 que socava aún más las instituciones y leyes propias de los vasco-navarros peninsulares.
De esta forma, como ya observó en su tiempo Miguel de Unamuno (quien, como hijo de su época, también era racista), el «antimaquetismo» se convirtió en el eje sobre el que giraba el nacionalismo sabiniano, expresando con él el rechazo a las consecuencias de la industrialización, entre las que destacaba la «invasión maqueta», por parte de las clases medias y populares apegadas a la cultura tradicional.
Arana identificó a los maquetos con los españoles —«en una palabra, es maqueto todo español, sea católico o ateo; y Maquetania, toda España con sus islas adyacentes», escribió— extendiendo las depravaciones y vicios que se atribuían a los inmigrantes maquetos al conjunto de los españoles. De esta forma Arana convirtió al maqueto en la contrafigura del vizcaíno —y del vasco—, cuya presencia era la responsable de la «degeneración» que estaba experimentando la sociedad vasca. «La sociedad euskerina, hermanada y confundida con el pueblo español, que malea las inteligencias y los corazones de sus hijos y mata sus almas, está, pues apartada de su fin, está perdiendo a sus hijos, está pecando contra Dios», escribe Arana.

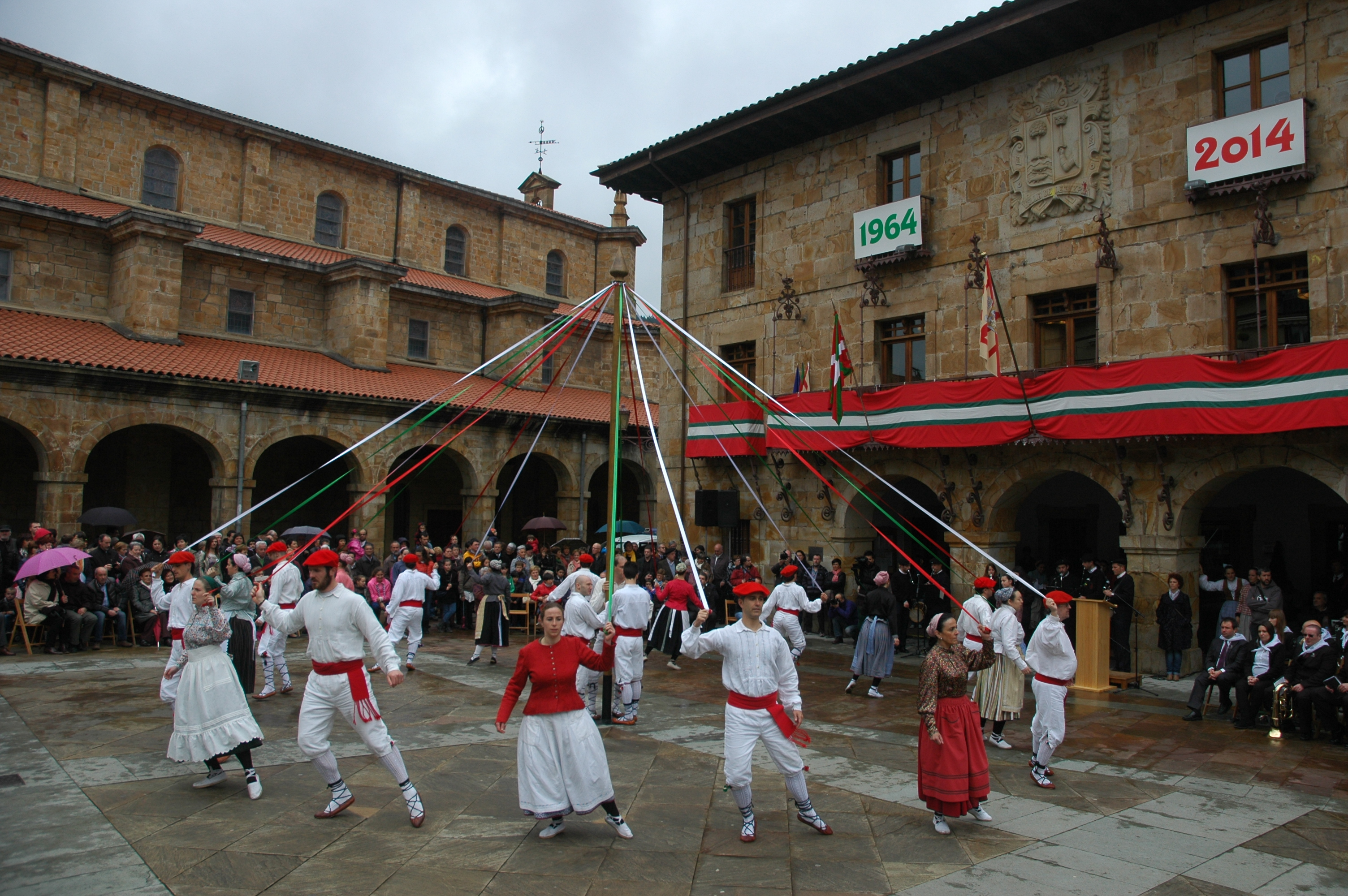
Zinta dantza (Legazpi, 2014). Baile tradicional vasco, ejemplo a seguir frente al depravado baile "agarrao" español, según Sabino Arana.

Un ejemplo del antimaquetismo es la cruzada que emprende Arana en contra del españolista baile «agarrao» —que para él sintetizaba la «depravación» a la que había llegado la «raza española»— contrapuesto al baile tradicional vizcaíno. Así lo explicó en el artículo ¿Qué somos? publicado en el periódico Bizkaitarra:

Ved un baile vizcaíno presidido por las autoridades eclesiásticas y civiles, y sentiréis regocijarse el ánimo al son del txistu, la alboka o la dulzaina y al ver unidos en admirable consorcio el más sencillo candor y la más loca alegría; presenciad un baile español, y si no os causa náuseas el liviano, asqueroso y cínico abrazo de los sexos queda acreditada la robustez de vuestro estómago…

La comparación la extiende a la familia:

El vizcaíno es amante de la familia y su hogar (cuanto a lo primero, sabido es que el adulterio es muy raro en familias no inficcionadas de la influencia maqueta, esto es, en las familias genuinamente vizcaínas…; entre los españoles el adulterio es frecuente así en las clases elevadas como en las humildes, y la afección al hogar en estas últimas nula porque no la tienen.

Las descripciones que hace Arana de los maquetos/españoles van cobrando tintes cada vez más negativos, como en el artículo Un pueblo caracterizado publicado en El Correo Vasco de Bilbao en junio de 1899:

Es el pueblo de la blasfemia y de la navaja… Pocos son relativamente los que en España no usan navaja, si bien son menos los que no blasfeman. Por eso al pueblo español se le caracteriza por el chulo que blande una enorme faca de Albacete, y se considera en todo el mundo a la navaja como arma de uso exclusivo entre los españoles.

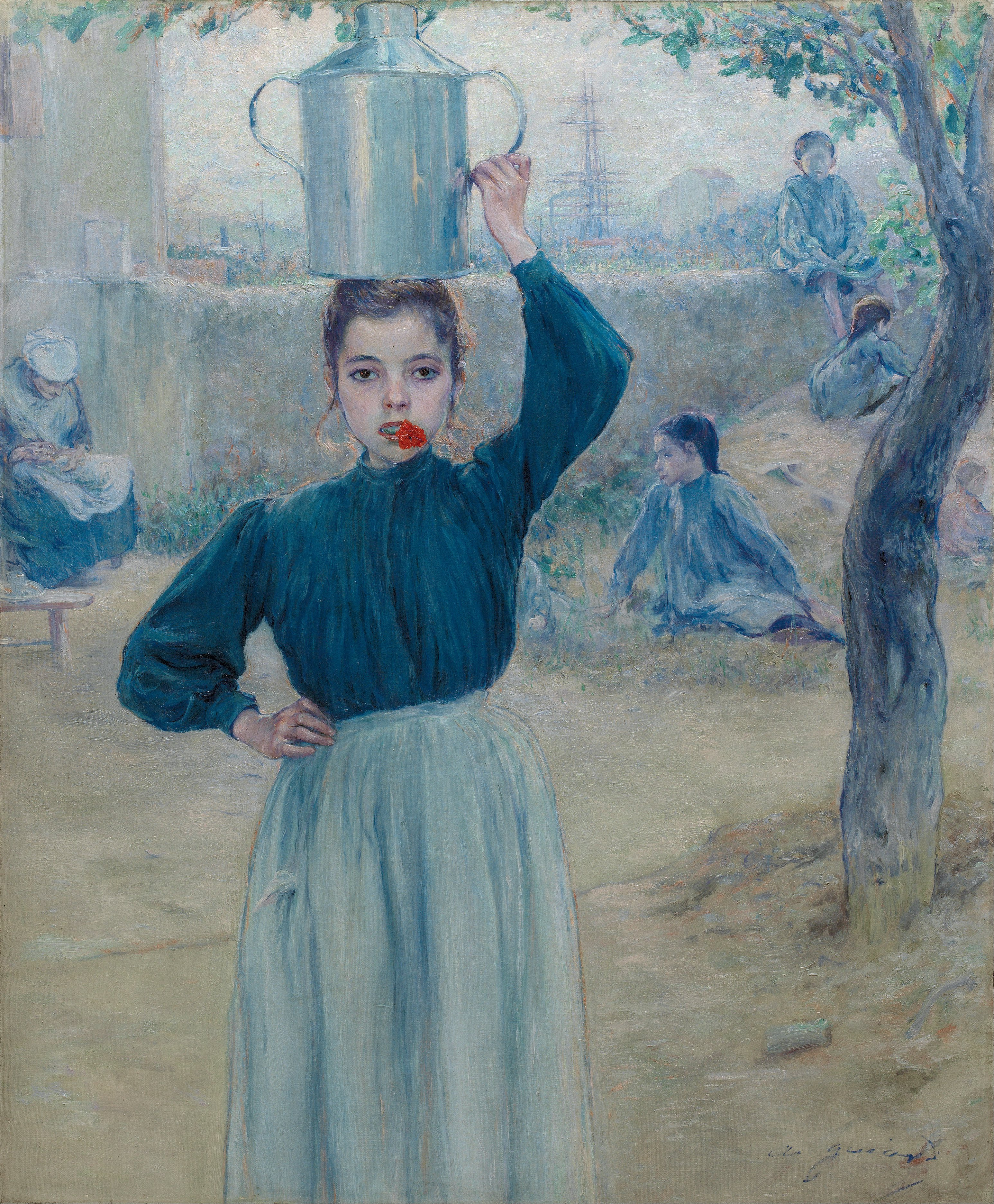
Aldeanita del clavel rojo (1903) de Adolfo Guiard. Un ejemplo de la visión idealizada del País Vasco tradicional.

Así que para Arana el primer paso para conseguir detener la «degeneración» de la raza vasca es aislarla, inmunizarla, respecto de los maquetos, de la raza española invasora:

Es preciso aislarnos de los maquetos en todos los órdenes de la vida. De otro modo, aquí, en esta tierra que pisamos, no es posible trabajar por la gloria de Dios… Que pueda decirse, en estos tiempos de esclavitud, que hay en Vizcaya una numerosísima colonia española, pero nunca que estamos confundidos con los maquetos.

Agrupémonos todos bajo una misma bandera, fundemos sociedades puramente vascongadas, escribamos periódicos vascongados, creemos teatros vascongados, escuelas vascongadas y hasta instituciones benéficas vascongadas. Que todo cuanto vean nuestros ojos, oigan nuestros oídos, hablen nuestras bocas, escriban nuestras manos y sientan nuestros corazones sea vascongado.

De ahí la oposición radical de Sabino Arana a los matrimonios mixtos. En la obra de teatro que escribió en 1898 De fuera vendrá…, el hermano de la joven protagonista proclama:

Mas, ¿será posible que un español entre en mi familia?, ¿será posible que mi única hermana venga a ser mujer de un maqueto? Yo te aseguro que si mi hermana se casa con un español, no la hablo más en la vida.

La batalla que hay que librar contra los maquetos queda resumida en esta poesía de Arana:

Antziñeko enda zar,
Garbi ta bakana
Orain maketuenak
Dagona betuta,
Biztuko da ta betik
Jagiko da gora,
Eta bizkaitarena
Bizkaya txango da
La antigua estirpe
pura y limpia,
la que ahora por los maquetos
se halla aplastada
resucitará y se alzará de su postración
hasta las alturas
y de los bizkaitarras
Vizcaya será.

### La respuesta de los socialistas

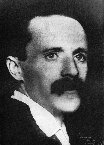
Tomás Meabe.

Arana consideraba al socialismo como una ideología «anticristiana» y «antivascongada», pero no combatía a los socialistas en cuanto a tales, sino como maquetos:

Apenas habrá aquí una docena de euskerianos que sean socialistas de verdad, con conocimiento de las ideas y completa convicción. Y ¡cómo podía ser de otra manera! Los basarritarres, los euskerianos de blusa, los verdaderos hijos de nuestra raza, aquellos de quienes nuestra Patria puede únicamente esperar su salvación ¿habían de unirse y asociarse con la hez del pueblo maqueto, si corrompido en sus ciudades, más degradado en sus campos?

Los socialistas respondieron y entre ellos destacó Tomás Meabe, un exnacionalista. En uno de los artículos que publicó en La Lucha de Clases escribió:

Cierto que ellos [los hombres de otras tierras] contribuyen también a las cargas públicas, que han enriquecido a sus explotadores, que han trabajado como bestias y comido peor que ellas, que han jugado la vida a todas horas, que tienen en sus casas un eterno drama de miseria… Pero no importa, se les insulta y colma de improperio, son invasores, son pérfidos, son vagos, son maquetos.